# كلاتة تلكي
كلاتة تلكي (بالفارسية: کلاته تلکی) هي قرية تقع في قسم بيزكي الريفي (مقاطعة تشناران) في إيران. يقدر عدد سكانها بـ 64 نسمة بحسب إحصاء 2016.